# Selzerbeekdal

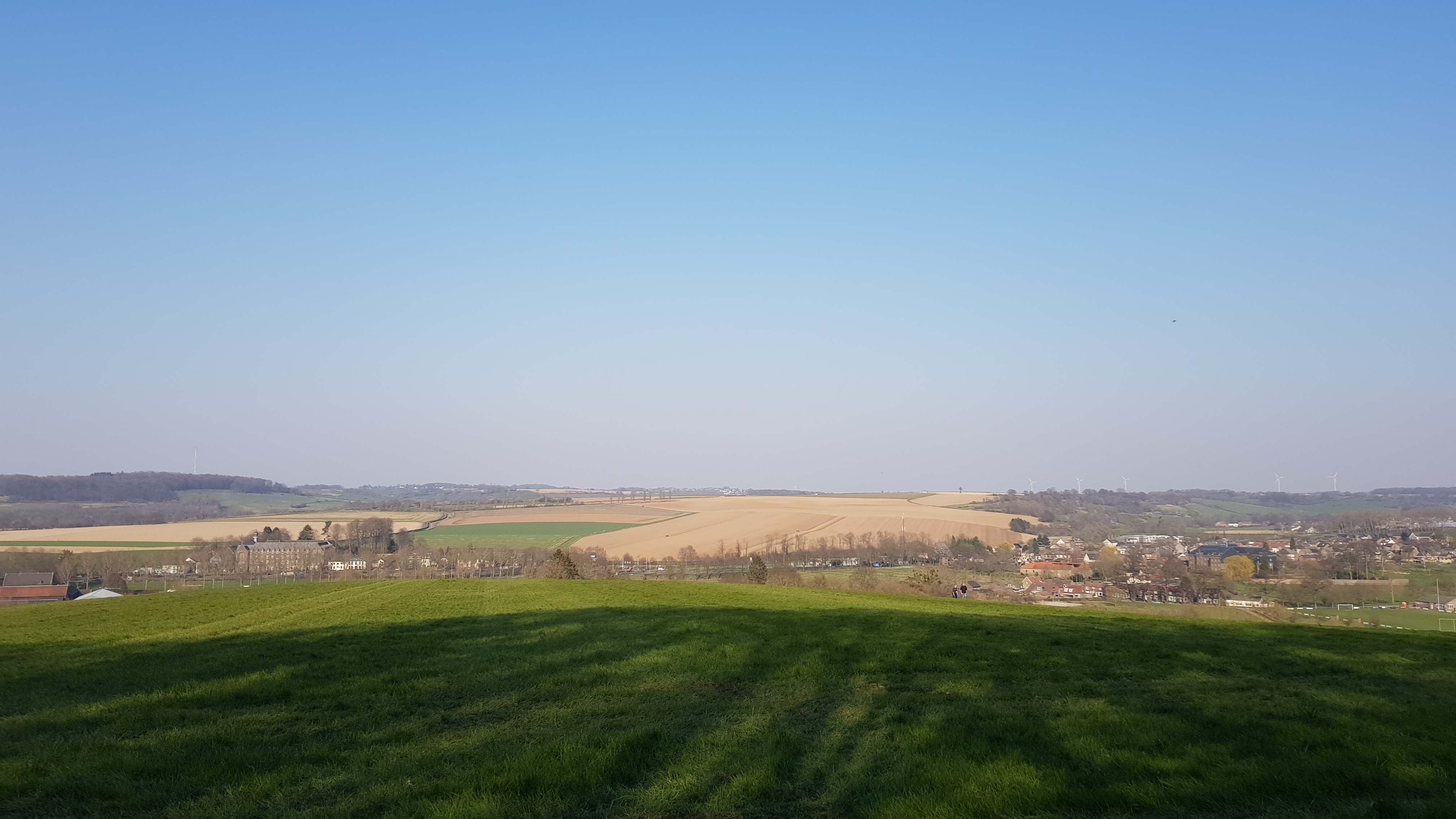
Het Selzerbeekdal bij Partij met op de achtergrond de Kruisberg

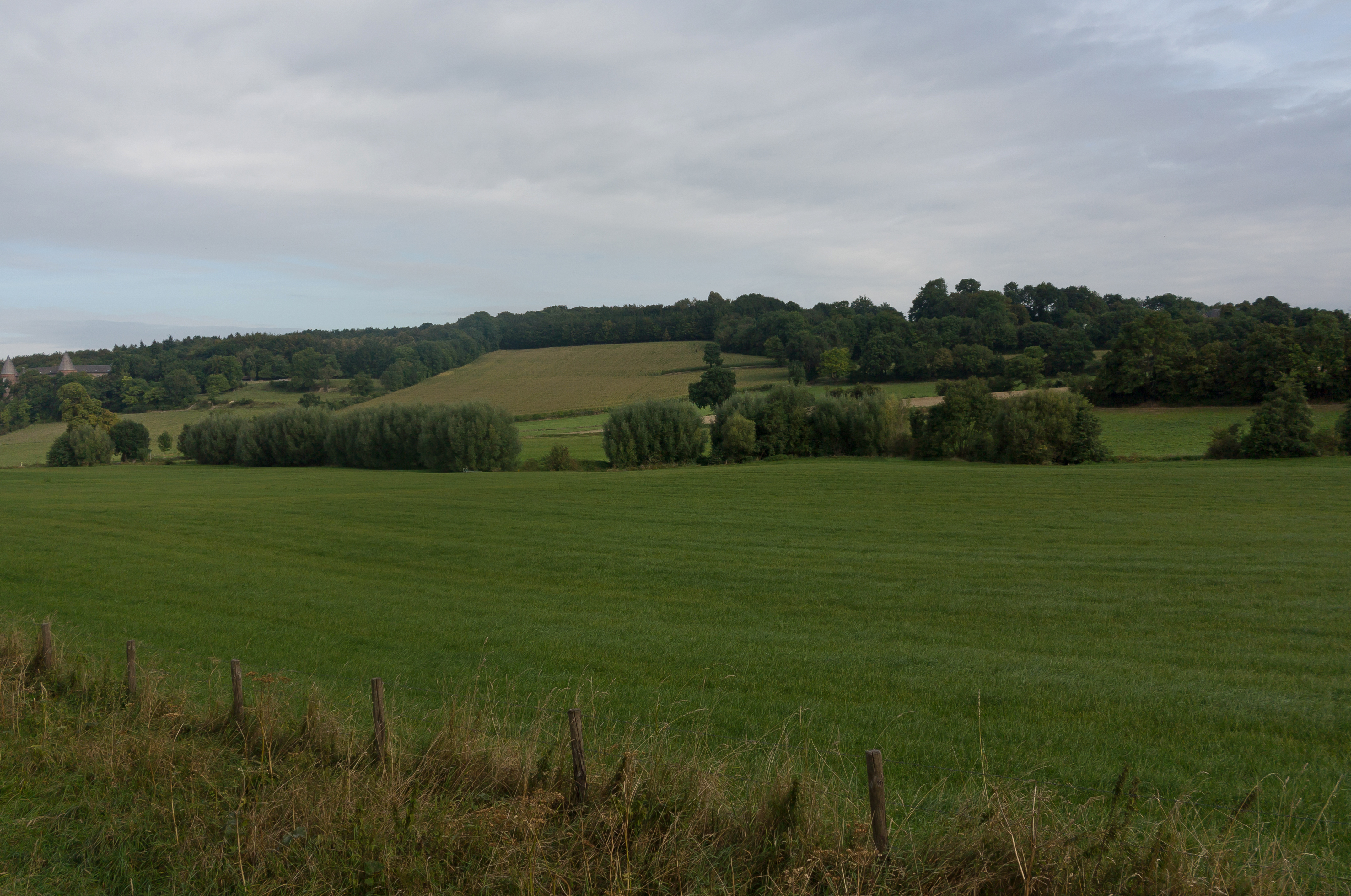
Het dal bij Mamelis met links Abdij Sint-Benedictusberg

Het Selzerbeekdal of Sinselbeekdal is een dal in het Heuvelland van Zuid-Limburg in de Duitse gemeente Aken en de Nederlandse gemeentes Vaals en Gulpen-Wittem. Het dal vormt het stroomgebied van de Selzerbeek en haar zijriviertjes. Vanaf Vaals tot en met Mamelis volgt de Nederlands-Duitse grens de loop van de rivier door het dal.

## Geografie
Het dal heeft een lengte van ongeveer negen kilometer en strekt zich uit van het hoger gelegen Vaalserquartier in het zuidoosten naar het lager gelegen Partij in het westen. In het westen mondt het dal uit in het Geuldal. In het noorden wordt het dal begrensd door het Plateau van Bocholtz, waarvan de Schneeberg en Kruisberg onderdeel zijn. In het zuiden wordt het Selzerbeekdal begrensd door het Plateau van Vijlen waar de Vaalserberg onderdeel van is.
Op de hellingen van het dal liggen enkele bossen, waaronder het Kolmonderbosch en het bos op de Schneeberg op de noordelijke helling en het grote Vijlenerbos op de zuidelijke helling van het dal. 

## Plaatsen in het dal
In het dal liggen van oost naar west de plaatsen:
- Vaalserquartier
- Vaals
- Wolfhaag
- Vaalsbroek
- Raren
- Holset
- Oud-Lemiers
- Lemiers
- Harles
- Mamelis
- Nijswiller
- Wahlwiller
- Sinselbeek
- Partij

## Bouwwerken
In het dal zijn er verschillende kastelen gebouwd, waaronder Kasteel Vaalsbroek, Kasteel Lemiers en Kasteel Nijswiller. Een markant op kasteel lijkend bouwwerk is de Abdij Sint-Benedictusberg die op de noordelijke dalwand gebouwd is.
Tussen Vaals en Gulpen liep de voormalige tramlijn Maastricht - Vaals door het Selzerbeekdal.